# Han-Lai New World Center
Das Han-Lai New World Center, auch Grand Hi-Lai Hotel (chinesisch 漢來新世界中心, Pinyin Hàn lái xīn shìjiè zhōngxīn), ist ein 45-stöckiger Wolkenkratzer in Qianjin, Kaohsiung, Taiwan. Das Han-Lai New World Center hat eine strukturelle Höhe von 186 Metern.
Der Wolkenkratzer wurde 1995 fertiggestellt und wurde vom taiwanischen Architekten Yaodong Chen im Klassizismus-Stil entworfen. Es ist das vierthöchste Gebäude in Kaohsiung. Die Höhe des Gebäudes beträgt 186 m, die Grundfläche beträgt 146.708,01 m² und es umfasst 45 oberirdische Stockwerke sowie 7 Untergeschosse.